# José Lamuño Álvarez
José Lamuño Álvarez (Oviedo, 23 de gener de 1987) és un actor i model espanyol.
Va néixer a Oviedo (Astúries), i ha aparegut a sèries com El internado, La que se avecina, Un golpe de suerte, Aquí me las den todads i Hospital Central.
En l'estiu de 2018, Lamuño va ser vinculat sentimentalment amb la cantant canària Ana Guerra (després de participar amb ella en el videoclip de «Ni la hora»).

## Filmografia
| Pel·lícules i sèries de televisió | Pel·lícules i sèries de televisió | Pel·lícules i sèries de televisió | Pel·lícules i sèries de televisió |
| Any                               | Títol                             | Paper                             | Notes                             |
| --------------------------------- | --------------------------------- | --------------------------------- | --------------------------------- |
| 2008                              | El internado                      | Alumne                            | 1 episodi ("Ocho milímetros")     |
| 2009, 2014                        | La que se avecina                 | Hugo García                       | Paper secundari (6 episodis)      |
| 2009                              | Un golpe de suerte                | Víctor                            | Paper principal (59 episodis)     |
| 2010                              | Rhodéa                            | Jack                              | Curt                              |
| 2011 - 2012                       | Aquí me las den todas             | Gonzalo                           | Paper principal (87 episodis)     |
| 2012                              | Hospital Central                  | Gorka Betania                     | Paper principal (17 episodis)     |
| 2012                              | Aída                              | Quique                            | 1 episodi                         |
| 2013                              | Tormenta                          | Alfredo                           | Telefilm                          |
| 2014                              | Vive cantando                     | Raimundo "Rai" Soler              | Paper secundari (3 episodis)      |
| 2015                              | Cómo sobrevivir a una despedida   | Yago                              | Pel·lícula. Paper secundari       |